# HJ文庫大賞
HJ文庫大賞（エイチジェイぶんこたいしょう）は、かつて日本の出版社・ホビージャパンが2006年から2019年まで開催していたライトノベルの公募文学賞である。

## 概説
受賞は選考委員の合議によって決定された。受賞者には大賞100万円、金賞（第1 - 3回は優秀賞）50万円、銀賞（第1 - 3回は佳作）10万円・奨励賞及び審査員特別賞5万円が授与されるが、大賞の該当作が存在しなかった場合その賞金はキャリーオーバーされ、次回の大賞の賞金にプラスされた。
佳作以上の作品については同社・HJ文庫からの刊行が確約されていたが実際には奨励賞・特別賞受賞作品の大半も刊行された。また、応募資格を新人に限定していなかったため他社でデビューした作家の受賞事例（第2回佳作）も存在する。

## 沿革
2006年9月に同社のライトノベル雑誌『Novel JAPAN』が創刊したことに伴いノベルジャパン大賞の名称で開催されていたが同誌は2007年8月号より『キャラの!』に誌名変更した後、2009年1月に休刊し賞の名称が実情にそぐわなくなったことから、2011年の第6回募集期間の途中より現在の名称に変更された。
2008年の第3回より評価シートを導入した。2013年募集締め切りの第8回より、最終選考に残りながら受賞を逃した応募者のうち、参加を希望した5名前後の候補者にそれぞれ担当編集者が付き作品を執筆してもらいHJ文庫のHP内の「読める!HJ文庫」で読者の投票により1位を競う読者グランプリが新設され、1位を獲得した作品を同社・HJ文庫からの刊行されるようになったが、2016年の第3回をもって中止された。
2017年より、HJ文庫・HJノベルス・小説家になろうの共同企画として「HJネット小説大賞」が新設された。
2018年開催の第13回より応募方法がWeb応募のみに変更された。
2020年をもってHJ文庫大賞はノベルアップ+小説大賞と統合され、「HJ小説大賞」となることが発表された。HJ小説大賞は2期制で、従来のHJ文庫大賞が「HJ小説大賞前期」として未発表作品限定のコンテストに、ノベルアップ+小説大賞が「HJ小説大賞後期」としてノベルアップ+発表作品でも応募可能なコンテストとなる。

## 選考委員
第1回（2006年）、第2回（2007年）
榊一郎・五代ゆう・松岡卓（ZERO-Section）・星野孝太（ホビージャパン取締役編集制作局長）
第3回（2008年）- 第14回（2019年）
宇田川芳彦（HJ文庫編集長）・他

## 入賞作品一覧
斜字は未刊行、或いは刊行未定。後にシリーズ化された作品については、受賞作（第1巻）の刊行時サブタイトルは割愛している場合がある。また、最終選考者中でデビューした作家については本表より割愛している。
| 回数・ 応募点数         | 賞           | タイトル （刊行時表題） | 著者 （刊行時筆名）                       |
| ----------------------- | ------------ | --- | ----------------------------------------- |
| 第1回 （2006年） 222点  | 大賞         | 生物は、何故死なない？ （たま◇なま） | 冬樹忍                                    |
| 第1回 （2006年） 222点  | 優秀賞       | スペシャル・アナスタシア・サービス （SAS スペシャル・アナスタシア・サービス）                                                            | 鳥居羊                                    |
| 第1回 （2006年） 222点  | 佳作         | カッティング 〜Case of Mio Nishiamane〜 （カッティング 〜Case of Mio〜）                                                                 | 翅田大介                                  |
| 第1回 （2006年） 222点  | 奨励賞       | 死なない男に恋した少女 | 空埜一樹                                  |
| 第1回 （2006年） 222点  | 奨励賞       | アニス （アニスと不機嫌な魔法使い） | 花房牧生                                  |
| 第2回 （2007年） 203点  | 大賞         | Wizard's Fugue （スクランブル・ウィザード）                                                                                              | すえばしけん                              |
| 第2回 （2007年） 203点  | 優秀賞       | 眼鏡HOLICしんどろ〜む （彼女は眼鏡HOLIC）                                                                                                | 上衛栖鐡人 （上栖綴人）                   |
| 第2回 （2007年） 203点  | 佳作         | ブリティッシュ・ミステリアス・ミュージアム （ミスティック・ミュージアム）                                                                | 藤春都                                    |
| 第2回 （2007年） 203点  | 奨励賞       | ナノの星、しましまの王女、宮殿の秘密 | 西村文宏                                  |
| 第2回 （2007年） 203点  | 特別賞       | 超常現象交渉人 （クロス・リンク 〜 残響少女）                                                                                            | 星野彼方                                  |
| 第3回 （2008年） 335点  | 大賞         | ルイとよゐこの悪党稼業 （ルゥとよゐこの悪党稼業）                                                                                        | あるくん （藤谷ある）                     |
| 第3回 （2008年） 335点  | 優秀賞       | 桜の下で会いましょう | 久遠九音 （久遠くおん）                   |
| 第3回 （2008年） 335点  | 佳作         | 萬屋探偵事務所事件簿 （デウス・レプリカ）                                                                                                | にのまえはじめ （にのまえあゆむ）         |
| 第3回 （2008年） 335点  | 佳作         | じんじゃえーる！ | 原中三十四                                |
| 第3回 （2008年） 335点  | 奨励賞       | オセロー （笑わない科学者と時詠みの魔法使い）                                                                                            | 金子兼子 （内堀優一）                     |
| 第3回 （2008年） 335点  | 奨励賞       | こもれびノート | 初宿遊魚 （しやけ遊魚）                   |
| 第3回 （2008年） 335点  | 特別賞       | 友達の作り方 （友だちの作り方） | 愛州かりみ （愛洲かりみ）                 |
| 第4回 （2009年） 361点  | 金賞         | 新感覚バナナ系ファンタジー バナデレ！ 〜剣と魔法と基本はバナナと〜 （新感覚バナナ系ファンタジー バナデレ！）                             | 谷口シュンスケ                            |
| 第4回 （2009年） 361点  | 金賞         | すてっち! -上乃原女子高校手芸部日誌- （すてっち!）                                                                                       | 相内円                                    |
| 第4回 （2009年） 361点  | 銀賞         | 世の天秤はダンボールの中に （前略。ねこと天使と同居はじめました。）                                                                      | 緋月薙                                    |
| 第4回 （2009年） 361点  | 銀賞         | ハガネノツルギ 〜死でも二人を別てない〜 （ハガネノツルギ Close Encounter with the Ragnarek）                                             | 無嶋樹了                                  |
| 第4回 （2009年） 361点  | 奨励賞       | ヒミコをめざせ! 〜Ryu-Jin-Go〜 （龍刃機神と戦う姫巫女）                                                                                  | 若桜拓海                                  |
| 第4回 （2009年） 361点  | 特別賞       | Girl's Talk! | 白金真一                                  |
| 第5回 （2010年） 437点  | 大賞         | ナイトメア オブ ラプラス （オレと彼女の絶対領域<パンドラボックス>）                                                                      | 鷹山誠一                                  |
| 第5回 （2010年） 437点  | 金賞         | 僕はやっぱり気付かない （僕はやっぱり気づかない）                                                                                        | 望公太                                    |
| 第5回 （2010年） 437点  | 銀賞         | 妹は漢字が読める （僕の妹は漢字が読める）                                                                                                | かじいたかし                              |
| 第5回 （2010年） 437点  | 銀賞         | 魔術師は竜を抱きしめる （白銀竜王のクレイドル）                                                                                          | ツガワトモタカ                            |
| 第5回 （2010年） 437点  | 奨励賞       | 俺の眼鏡は伊達じゃない （ヤツの眼鏡は伊達じゃない）                                                                                      | 浅野大志                                  |
| 第5回 （2010年） 437点  | 奨励賞       | ないものツクール！ -小森のぞみの大盛り化計画- （私のために創りなさい！）                                                                 | 坂井テルオ                                |
| 第6回 （2011年） 499点  | 大賞         | 迷える魔物使い （魔王なオレと不死姫の指輪）                                                                                              | 柑橘ペンギン （柑橘ゆすら）               |
| 第6回 （2011年） 499点  | 金賞         | 幕乱資伝 （サムライブラッド 〜天守無双〜）                                                                                               | 松時ノ介                                  |
| 第6回 （2011年） 499点  | 銀賞         | まみぃぽこ！ -ある日突然モンゴリアン・デス・ワームになりました- （アヌヴィス！ こうして俺は最強のデスワームになりました）                | 草薙アキ                                  |
| 第6回 （2011年） 499点  | 銀賞         | 炎と鉄の装甲兵 （紅鉄の精霊操者） | ハヤケン                                  |
| 第6回 （2011年） 499点  | 奨励賞       | 俺と彼女のラブコメが全力で黒歴史 | 柑橘ペンギン （柑橘ゆすら）               |
| 第6回 （2011年） 499点  | 奨励賞       | もえさん 〜ぶたのえさの香ばしさ〜 （もえぶたに告ぐ）                                                                                     | 松岡万作                                  |
| 第6回 （2011年） 499点  | 奨励賞       | せんせいは何故女子中学生にちんちんをぶちこみ続けるのか？ （インテリぶる推理少女とハメたいせんせい）                                      | 米倉あきら                                |
| 第7回 （2012年） 461点  | 大賞         | 時の悪魔と三つの物語 | ころみごや                                |
| 第7回 （2012年） 461点  | 金賞         | 姉ちゃんは中二病 | はぐれっち （藤孝剛志）                   |
| 第7回 （2012年） 461点  | 銀賞         | ディアヴロの茶飯事 | 思惟入 （斜塔乖離）                       |
| 第7回 （2012年） 461点  | 銀賞         | 断罪業火の召使い （ネームレス・リベリオン）                                                                                              | ぼくのみぎあしをかえして （草木うしみつ） |
| 第7回 （2012年） 461点  | 銀賞         | 地獄の女公爵とひとりぼっちの召喚師 （ヘルプリンセスと王統（）の召喚師）                                                                  | 百瀬ヨルカ                                |
| 第7回 （2012年） 461点  | 奨励賞       | ノーデッド！ | 無側迫                                    |
| 第8回 （2013年） 473点  | 大賞         | 光刃の魔王と月影の少女軍師 | 桜崎あきと                                |
| 第8回 （2013年） 473点  | 金賞         | 水上のヴェリアル （搭乗者<リベラ>科の最下生）                                                                                            | 志木崎イズミ （志木謙介）                 |
| 第8回 （2013年） 473点  | 銀賞         | 強欲な僕とグリモワール | 北國ばらっど                              |
| 第8回 （2013年） 473点  | 銀賞         | きずな†ホロコースト （クロス†ウィザード -魔術都市と偽りの仮面-）                                                                         | しきや                                    |
| 第8回 （2013年） 473点  | 銀賞         | 絶滅危惧種の左眼竜王<レッドデータ・ドラゴンロード>                                                                                       | 千月さかき                                |
| 第9回 （2014年） 475点  | 大賞         | 凡人コンプレックス （不器用な天使の取扱説明書）                                                                                          | 黒木サトキ                                |
| 第9回 （2014年） 475点  | 大賞         | 命がけのゲームに巻き込まれたので 嫌いな奴をノリノリで片っ端から殺してやることにした                                                      | 中田かなた                                |
| 第9回 （2014年） 475点  | 銀賞         | あの神父は、やっぱりクズだった | 城道コスケ                                |
| 第9回 （2014年） 475点  | 銀賞         | ドルグオン・サーガ | にゃお                                    |
| 第9回 （2014年） 475点  | 銀賞         | 公正不偏の断罪官 （断罪官のデタラメな使い魔）                                                                                            | 藤木わしろ                                |
| 第9回 （2014年） 475点  | 特別賞       | 金属バットの女 | ちゅーばちばちこ                          |
| 第10回 （2015年） 325点 | 大賞         | 陰険女装陰陽師と奴隷少女の事件簿 （魔術破りのリベンジ・マギア 1．極東術士の学園攻略）                                                    | 子子子子子子子                            |
| 第10回 （2015年） 325点 | 金賞         | フェンリルの鎖 | うかれ猫                                  |
| 第10回 （2015年） 325点 | 銀賞         | 迷宮の絆 （スキル喰らいの英雄譚 〜成長チートで誰よりも強くなる〜）                                                                       | 浅葉ルウイ                                |
| 第10回 （2015年） 325点 | 銀賞         | リポゼス （たったひとつの冴えた殺りかた）                                                                                                | 三条ツバメ                                |
| 第10回 （2015年） 325点 | HJノベルス賞 | 伊勢崎ウェポンディーラーズ〜異世界で武器の買い取り始めました〜                                                                           | 九重七六八                                |
| 第11回 （2016年） 547点 | 大賞         | 常敗将軍、また敗れる | 北条新九郎                                |
| 第11回 （2016年） 547点 | 金賞         | テキトー男の異世界スローライフ〜魔法も無双もチートもないからダンジョンで飲み歩いてます〜                                                 | 藤山素心                                  |
| 第11回 （2016年） 547点 | 銀賞         | 異世界でたこ焼き屋始めたけどわりと簡単に潰れた （異世界でタコ焼き屋始めたけどわりと簡単に潰れた）                                        | 七色春日                                  |
| 第11回 （2016年） 547点 | 銀賞         | 育魔勇者 （カンスト勇者の超魔教導<オーバーレイズ> 〜将来有望な魔王と姫を弟子にしてみた〜）                                               | はむばね                                  |
| 第11回 （2016年） 547点 | 銀賞         | 3秒前で待ってます。 （僕専属のJK魔女と勝ち取る大逆転<ゲームチェンジ>）                                                                   | 六升六郎太                                |
| 第11回 （2016年） 547点 | 奨励賞       | 先輩と僕 （鬼畜の僕はウサギ先輩に勝てない）                                                                                              | 三咲悠司                                  |
| 第12回 （2017年） 555点 | 金賞         | 聖なる騎士の暗黒道 | 坂石遊作                                  |
| 第12回 （2017年） 555点 | 奨励賞       | 勇者は魔王の門番人 （勇者は魔王の門番人 〜ブラックな勇者業辞めて、ホワイトな魔王の下で働きます〜）                                       | 鉄乃蜘蛛                                  |
| 第12回 （2017年） 555点 | 奨励賞       | カウンターストップ・冒険者は皆殺し | 就中ほうか                                |
| 第13回 （2018年） 427点 | 大賞         | あのサンセット・ノスタルジアをもう一度 （デッド・エンド・リローデッド -無限戦場のリターナー-）                                           | オギャ本バブ美                            |
| 第13回 （2018年） 427点 | 金賞         | 紙山さんの紙袋の中には | 江ノ島アビス                              |
| 第13回 （2018年） 427点 | 金賞         | 女勇者は引退魔王の平穏な日々を許さない――絶対にだ！ （引退魔王は悠々自適に暮らしたい 辺境で平穏な日々を送っていたら、女勇者が追ってきた） | 山川海                                    |
| 第13回 （2018年） 427点 | 銀賞         | メリル・レッドゾーン （エロティカル・ウィザードと12人の花嫁）                                                                            | 太陽ひかる                                |
| 第13回 （2018年） 427点 | 銀賞         | ピンク色のリトルマーメイド （ピンク色のリトルマーメイド！）                                                                              | 鼈甲飴雨                                  |
| 第13回 （2018年） 427点 | 奨励賞       | 白銀のツバメは、ただ北を指して飛ぶ | ikaru_sakae                               |
| 第13回 （2018年） 427点 | 奨励賞       | 漫画家ロリデビルは主人公に頭脳バトルを期待する                                                                                           | kizu                                      |
| 第14回 （2019年） 127点 | 金賞         | 空と小鷹と涼名さん （果てない空をキミと飛びたい）                                                                                        | 榮三一                                    |
| 第14回 （2019年） 127点 | 銀賞         | 次世代魔王の背徳講義 | 虹元喜多朗                                |
| 第14回 （2019年） 127点 | 奨励賞       | スクールサミット! -A Bullet Reflects his Destiny-                                                                                        | 界達かたる                                |
| 第14回 （2019年） 127点 | 奨励賞       | 新世界遊戯 | 公理羊                                    |

## 読者グランプリ
- 第1回（2014年開催）
  - ハイスクール・シークレット・サービス！ 著者：水円花帆
- 第2回（2015年開催）
  - リベンジ・オンライン 著者：アカバコウヨウ
- 第3回（2016年開催）
  - ギャルスレイヤーだけどギャルしかいない世界に来たからギャルサーの王子になることにした 著者：白乃友